# Matt Sharp
Matthew Kelly "Matt" Sharp (Bangkok, Tailàndia, 22 de setembre de 1969) és un músic estatunidenc, conegut per haver format part de la banda de música rock Weezer tocant el baix. També va fundar la banda The Rentals i ha publicat treballs en solitari.

## Biografia
Sharp va néixer a Bangkok, capital de Tailàndia, però només va residir en aquell país durant el primer any de vida, ja que la seva família es va traslladar a Arlington, Virgínia. A causa del seu interès per la música, es va traslladar a Califòrnia quan tenia setze anys i es va establir a San Diego.

## Carrera musical
L'any 1989 va debutar al capdavant de la banda Clique però en menys d'un any es va dissoldre. Poc després va conèixer el bateria Patrick Wilson i van crear el grup musical 60 Wrong Sausages. Posteriorment s'hi va unir Jason Cropper, mentre que Wilson també va crear la banda Fuzz amb Rivers Cuomo. Llavors Cuomo es va traslladar al pis que compartien Sharp i Wilson. A l'estiu de 1991 es va traslladar a Berkeley per seguir amb la seva formació musical, però a principis de 1992, Wilson li va presentar el material que havien compost amb Cuomo i el va convèncer de tornar a Los Angeles per tocar junts, Cropper inclòs, marcant l'inici de la banda Weezer.
Aprofitant l'èxit aconseguit amb el primer àlbum editat per Weezer, The Blue Album, Sharp va crear una banda a part anomenada The Rentals a la primavera de 1994. El primer treball d'aquesta banda fou Return of the Rentals (1995). Amb Weezer encara va publicar un altre treball titulat Pinkerton (1996), però a principis de 1998 va decidir abandonar la banda i centrar-se només en "The Rentals". El segon disc d'aquest grup fou Seven More Minutes (1999), el qual va comptar amb la col·laboració d'importants artistes internacionals com Damon Albarn de Blur, Donna Matthews d'Elastica, Miki Berenyi de Lush i Tim Wheeler d'Ash. Fins i tot hi va col·laborar Cuomo malgrat ja no estaven en el mateix grup. El resultat comercial fou força decebedor i els seus membres van decidir dissoldre's l'any 1999.
Per tal de desconnectar amb el món musical, Sharp va traslladar-se al petit poble de Leiper's Fork, prop de Nashville, Tennessee, però igualment va començar a enregistrar alguna cançó. Després de quatre anys desaparegut del món mediàtic, Sharp va retornar a l'escena musical amb un EP titulat Puckett's Versus the Country Boy (2003) i va realitzar una petita gira acústica. El 19 d'abril de 2002, Sharp va presentar una demanda federal contra Weezer al·legant que li devien diners pels drets corresponents a haver co-escrit el primer senzill de Weezer, "Undone – The Sweater Song", i per ser propietari del 25% de les primeres nou cançons de Pinkerton. El plet es va resoldre finalment amb un acord fora del tribunals.
A principis de 2004, Cuomo i Sharp van tornar a tocar junts algunes cançons durant un concert que feia Sharp en solitari. En el mateix espectacle van anunciar que estaven col·laborant en una gravació conjuntament. Durant el 2004, Sharp va llançar un àlbum en solitari amb el seu nom com a títol, i va iniciar un gira amb la banda Goldenboy. També va col·laborar amb la banda canadenca Tegan and Sara per l'àlbum So Jealous.
Després d'uns mesos a principis de 2005 pensant quin seria el seu nou projecte −havia considerat fer un nou àlbum en solitari, una nova col·laboració, i fins i tot tornar a Weezer− va decidir reformar The Rentals, ja que la banda portava sis anys aparcada. La nova formació va incloure canvis de membres i també una reorganització en els instruments. Durant els estius de 2006 i 2007 van realitzar una gira pels Estats Units, particularment amb la banda Ozma, ja que la guitarrista Ryen Slegr tocava en ambdues formacions. Tot i que estaven treballant en el seu tercer LP, finalment només van llançar un EP titulat The Last Little Life a l'agost de 2007. Paral·lelament també va tornar a treballar amb Tegan and Sara pel seu nou àlbum The Con (2007). Al llarg de l'any 2009 van publicar el projecte multimèdia Songs About Time. Aquest projecte consistia en Songs About Time (tres EPs o miniàlbums que es van llançar trimestralment), Films About Weeks (52 curtmetratges filmats en blanc i negre llançats individualment cada dijous) i Photographs About Days (365 fotografies publicades diàriament). El primer EP (Chapter One) es va publicar a l'abril, el segon (Chapter Two) al juliol i el darrer (Chapter Three) a l'octubre. Després d'aquest treball, la banda va tornar a separar-se temporalment sense data de tornada. Però a l'abril de 2011 va aparèixer un àlbum titulat Resilience amb material enregistrat originalment com a part del projecte Songs About Time per acompanyar els vídeos de Films About Weeks.
A l'octubre de 2010, Sharp va sorprendre a tothom posant a la venda via eBay tot el seu equipament relacionats amb Weezer i The Rentals.

## Discografia

### Weezer
- Weezer (1994)
- Pinkerton (1996)

### The Rentals
- Return of the Rentals (1995)
- Seven More Minutes (1999)
- The Last Little Life EP (2007)
- Songs About Time (2009)
- Resilience (2011)

### En solitari
- Puckett's Versus the Country Boy (2003)
- Matt Sharp (2004)

### Homie
- Banda sonora de Meet the Deedles (veus i co-producció de "American Girls") (1998)

### Tegan and Sara
- So Jealous (2004)
- The Con (2007)